# Emydocephalus annulatus
Espèce
Synonymes
- Emydocephalus tuberculatus Krefft, 1869
- Aipysurus chelonicephalus Bavay, 1869
- Emydocephalus szczerbaki Dotsenko, 2011

Statut de conservation UICN

 LC  : Préoccupation mineure
Emydocephalus annulatus, également appelé Serpent marin à tête de tortue, est une espèce de serpents de la famille des Elapidae.

## Description
Ce serpent tient son nom à la forme de sa tête qui rappelle celle des tortues. Son dos est foncé et peut être annelé de larges bandes claires. Il est de taille moyenne, mesurant entre 75 et 90 cm de longueur. Ses écailles sont grandes et imbriquées. Il possède notamment trois écailles supralabiales, dont la deuxième est très allongée. Le mâle se distingue par la pointe conique de sa mâchoire supérieure. 
Confusion possible
Cette espèce peut être confondue avec Emydocephalus ijimae mais son aire de répartition est différente (Asie du sud-est, du Japon aux Philippines).

## Habitat et répartition
Cette espèce marine est particulièrement abondante sur les côtes nord de l'Australie, la mer du Timor et la mer de Corail jusqu'à la Nouvelle-Calédonie. On la retrouve également dans les eaux du Viêt Nam, des Philippines et de l'Indonésie. Elle fréquente des petits récifs coralliens dans des eaux sablonneuses peu profondes, de moins de 15 mètres de profondeur, en bordures de lagons.

## Alimentation
Contrairement aux autres serpents marins, E. annulatus se nourrit exclusivement d'œufs de poissons, principalement de blennies, de gobiidés et de pomacentridés. Il repère les zones de ponte grâce à son odorat puis ratisse la sable avec sa lèvre supérieure afin de déterrer les œufs. Ses grandes écailles rostrales convexes sont particulièrement adaptées à cette technique. À l'instar de certaines espèces de serpents terrestres oophages, il est quasiment dépourvu de dents. Et, à l'inverse d'autres serpents chassant de grosses proies et s'alimentant de manière irrégulière, il se nourrit par prises alimentaires petites mais fréquentes. Cette méthode atypique démontre une grande diversité d'adaptation chez les serpents.

## Publication originale
- Krefft, 1869 : The Snakes of Australia; an Illustrated and Descriptive Catalogue of All the Known Species. Sydney, Govt. Printer, p. 1-100 (texte intégral).